# Sumpfloka
Sumpfloka (Helosciadium repens) är en flockblommig växtart som beskrevs av John Thomas Irvine Boswell Syme och Friedrich Wilhelm Schultz. Sumpfloka ingår i släktet krypflokor, och familjen flockblommiga växter. Arten har ej påträffats i Sverige.

## Bildgalleri

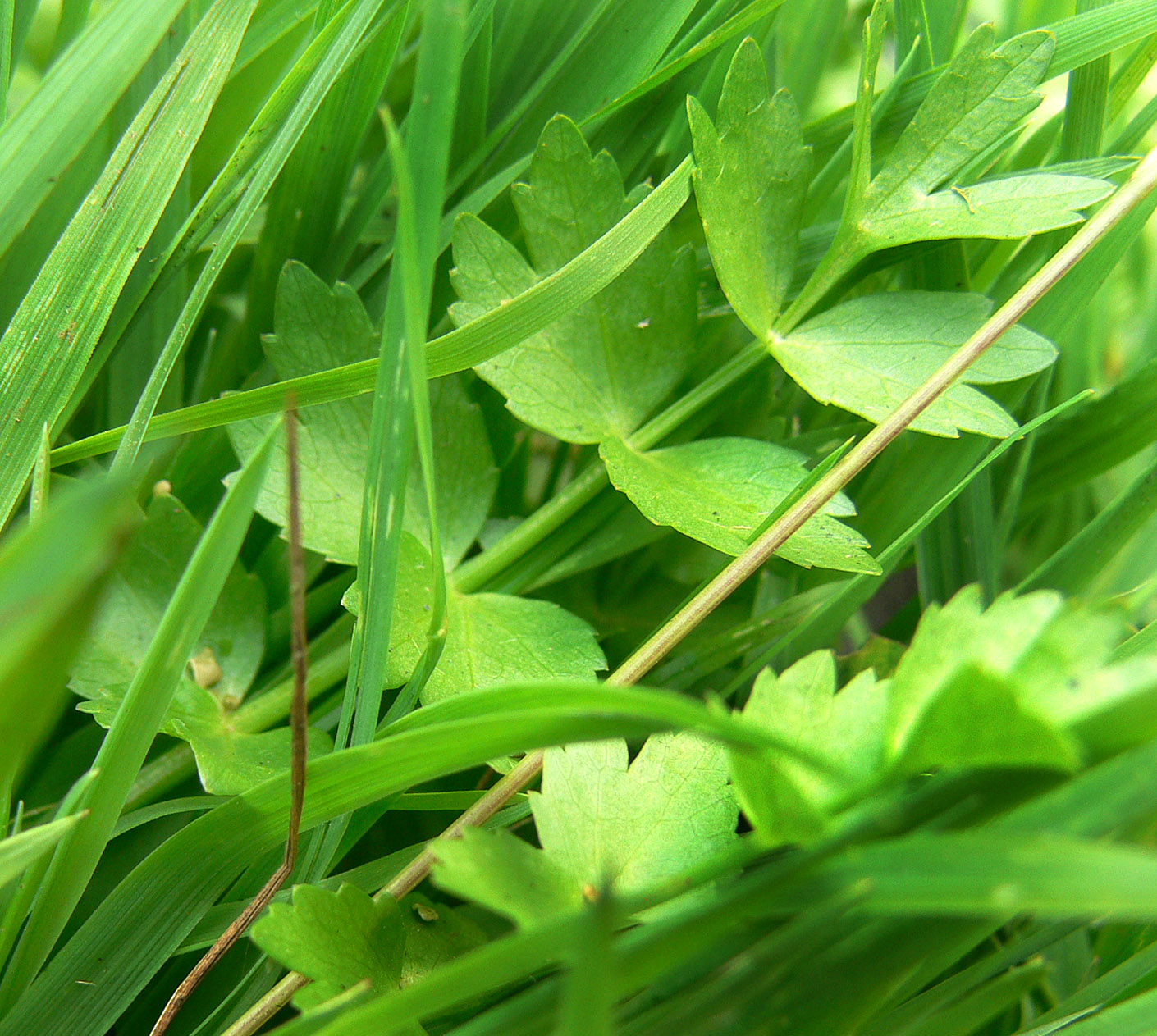
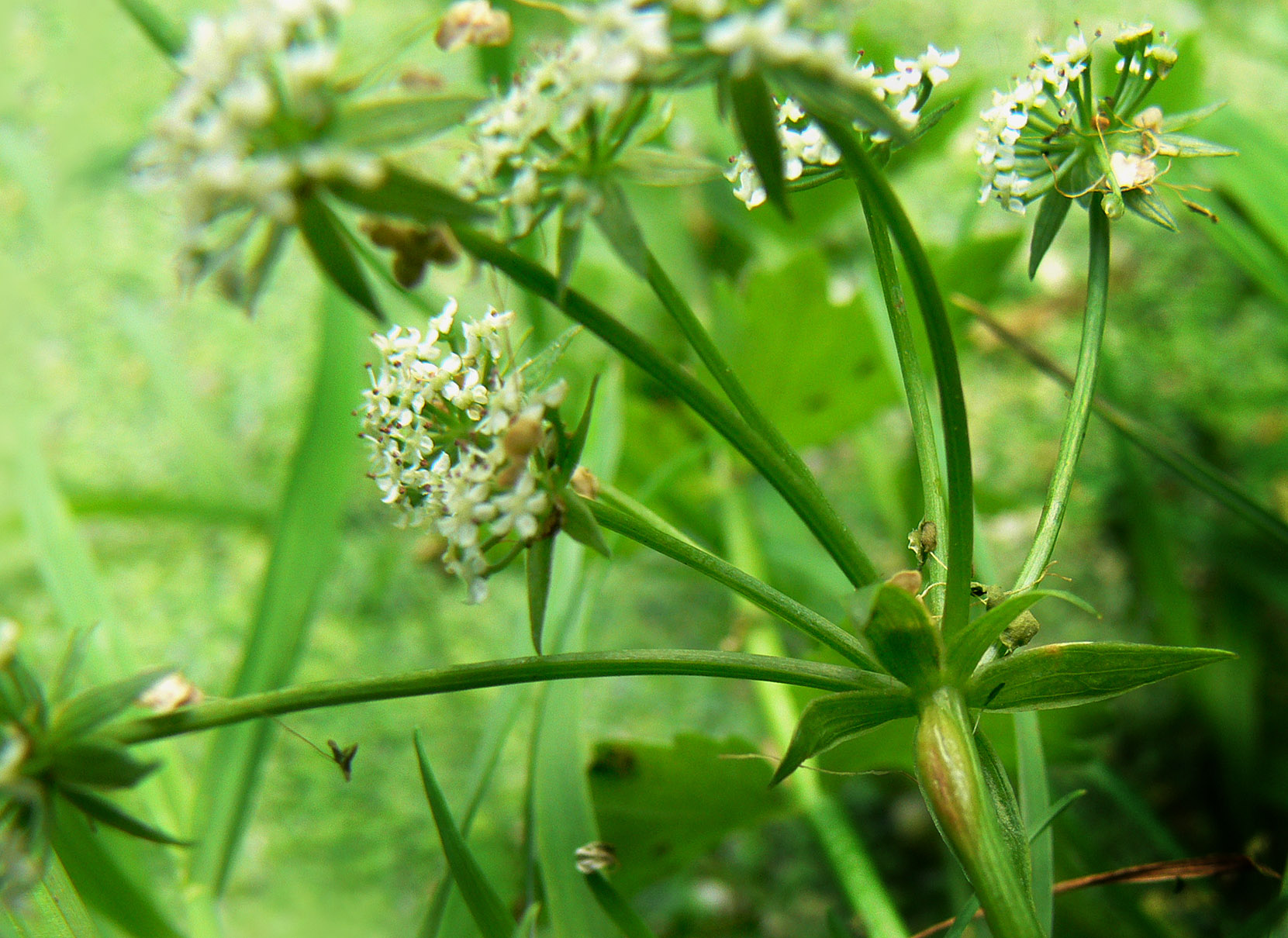
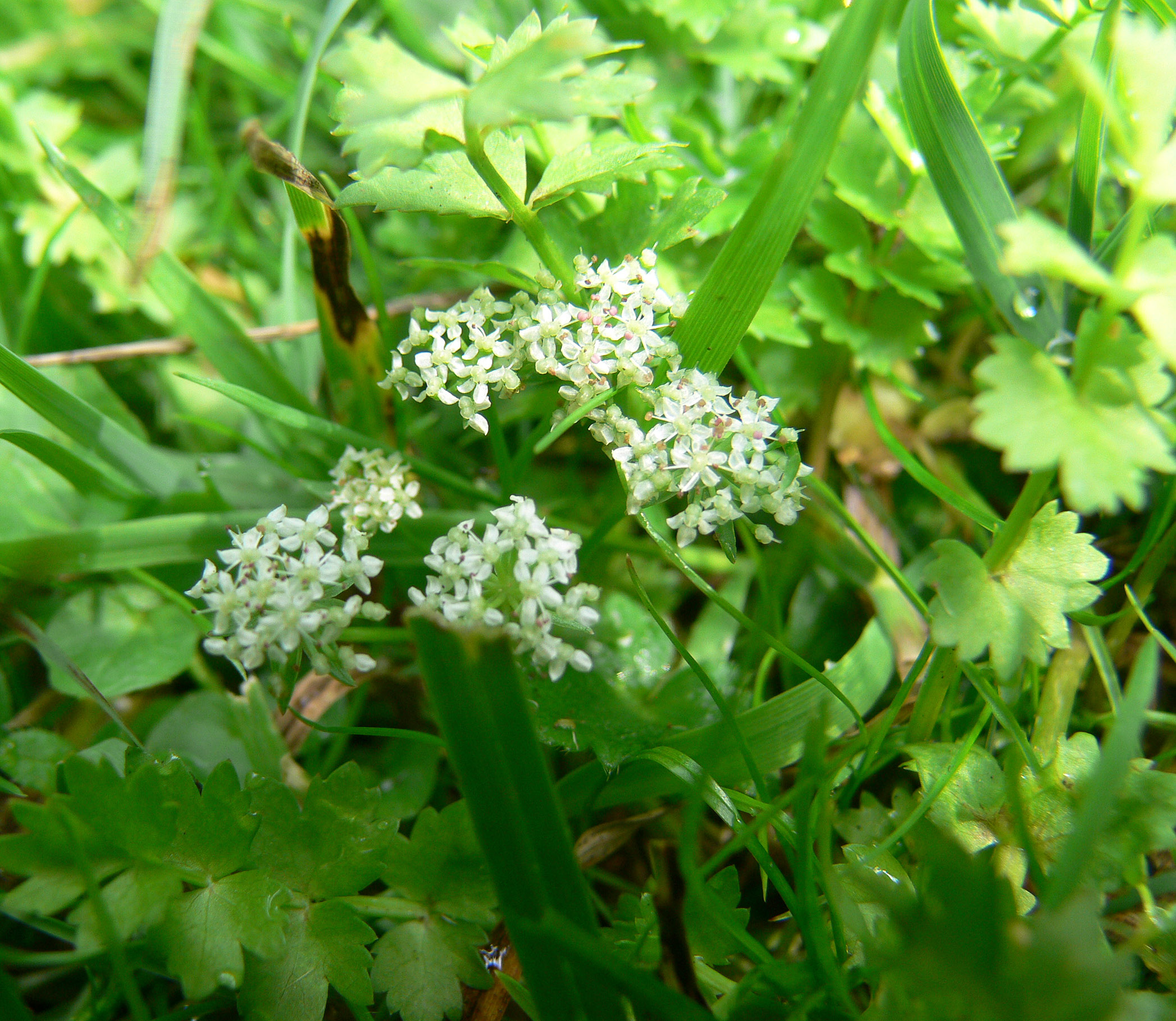
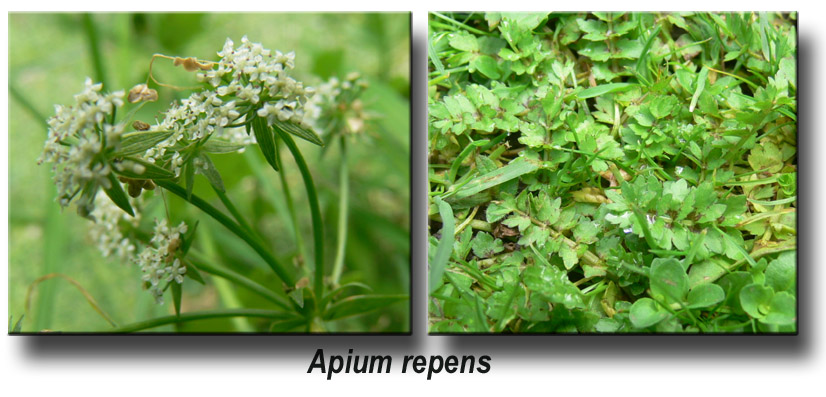